# TÜV Austria
TÜV Austria ist ein österreichisches Dienstleistungsunternehmen im Bereich Prüfung, Inspektion, Zertifizierung sowie Aus- und Weiterbildung. 1872 als Verein in Wien gegründet, ist der TÜV Austria auch heute noch ein eigenständiges, österreichisches Unternehmen, das nach den Grundsätzen der Objektivität, Unparteilichkeit und Integrität ausgerichtet ist.

## Unternehmensstruktur
Das operative Geschäft der Unternehmensgruppe ist in der TÜV Austria Holding AG gebündelt.
Mit Niederlassungen und Kooperationspartnern in mehr als 40 Ländern ist der TÜV Austria weltweit tätig.

## Dienstleistungen
Anfänglich war der TÜV Austria ausschließlich für die Schwerindustrie tätig und trug durch Prüf- und Inspektionstätigkeiten wesentlich zur Sicherheit von Druckbehältern und damit zur Arbeitssicherheit bei. Das Tätigkeitsfeld des TÜV Austria erstreckt sich inzwischen auf alle Bereiche der Wirtschaft. TÜV Austria bietet umfassende Dienstleistungen im Bereich Anlagensicherheit, Aufzugstechnik, Automotive Dienstleistungen, Brandschutz, Druckgeräte, Elektrotechnik, E-Mobility, Energieeffizienz, Industrie 4.0, Informationssicherheit, Maschinen- und Prozesssicherheit, Medizintechnik, Qualitätsmanagement, Risikoanalyse, Robotik, Schallemission, Spiel-, Sport- und Freizeiteinrichtungen, Trinkwasserhygiene, Werkstoffprüfung, Windenergie und Zertifizierungen.

## Entwicklungen
Neben der Prüftätigkeit ist TÜV Austria auch in der Forschung und Entwicklung von Prüfdienstleitungen, Verfahren und Produkte tätig und kooperiert mit der TU Wien, Austrian Institute of Technology, Fraunhofer Austria oder Joanneum Research. Im Bereich IT-Sicherheit betreiben TÜV Austria und das Deutsche Forschungszentrum für Künstliche Intelligenz ein Prüflabor.
Am TÜV Austria Campus in Brunn am Gebirge betreibt die Unternehmensgruppe u. a. den Digital Acceleration Incubator „Next Horizon“.

## Engagement für Techniknachwuchs
Mit dem TÜV Austria Wissenschaftspreis werden Abschlussarbeiten von HTL- und Universitätsabsolventen, aber auch innovative Unternehmenskonzepte prämiert. Das Unternehmen vergibt auch Wissenschaftsstipendien im technisch-naturwissenschaftlichen Bereich. Die Aktion TÜV Austria Kids vermittelt Volksschulkindern Technik und Sicherheit auf spielerische Art.